# Louis-Marie Ling Mangkhanekhoun
Louis-Marie Ling Mangkhanekhoun, född 8 april 1944 i Bonha-Louang, Xieng Khouang, är en laotisk kardinal, titulärbiskop och apostolisk vikarie.

## Biografi
Mangkhanekhoun studerade filosofi och teologi i Kanada och prästvigdes 1972. I det kommunistiska Laos verkade Mangkhanekhoun utan tillstånd och satt fängslad från 1984 till 1987.
År 2000 utnämndes Mangkhanekhoun till titulärbiskop av Aquae Novae in Proconsulari och apostolisk vikarie för Paksé och vigdes den 22 april året därpå. I december 2016 deltog han vid saligförklaringen av sjutton laotiska martyrer, vilka hade mördats av kommunistiska Pathet Lao.
Den 28 juni 2017 kreerade påve Franciskus Mangkhanekhoun till kardinal med San Silvestro in Capite som titelkyrka. Vid samma tillfälle kreerades även Jean Zerbo, Juan José Omella Omella, Anders Arborelius och Gregorio Rosa Chávez till kardinaler.

## Bilder

Kardinal Mangkhanekhouns titelkyrka
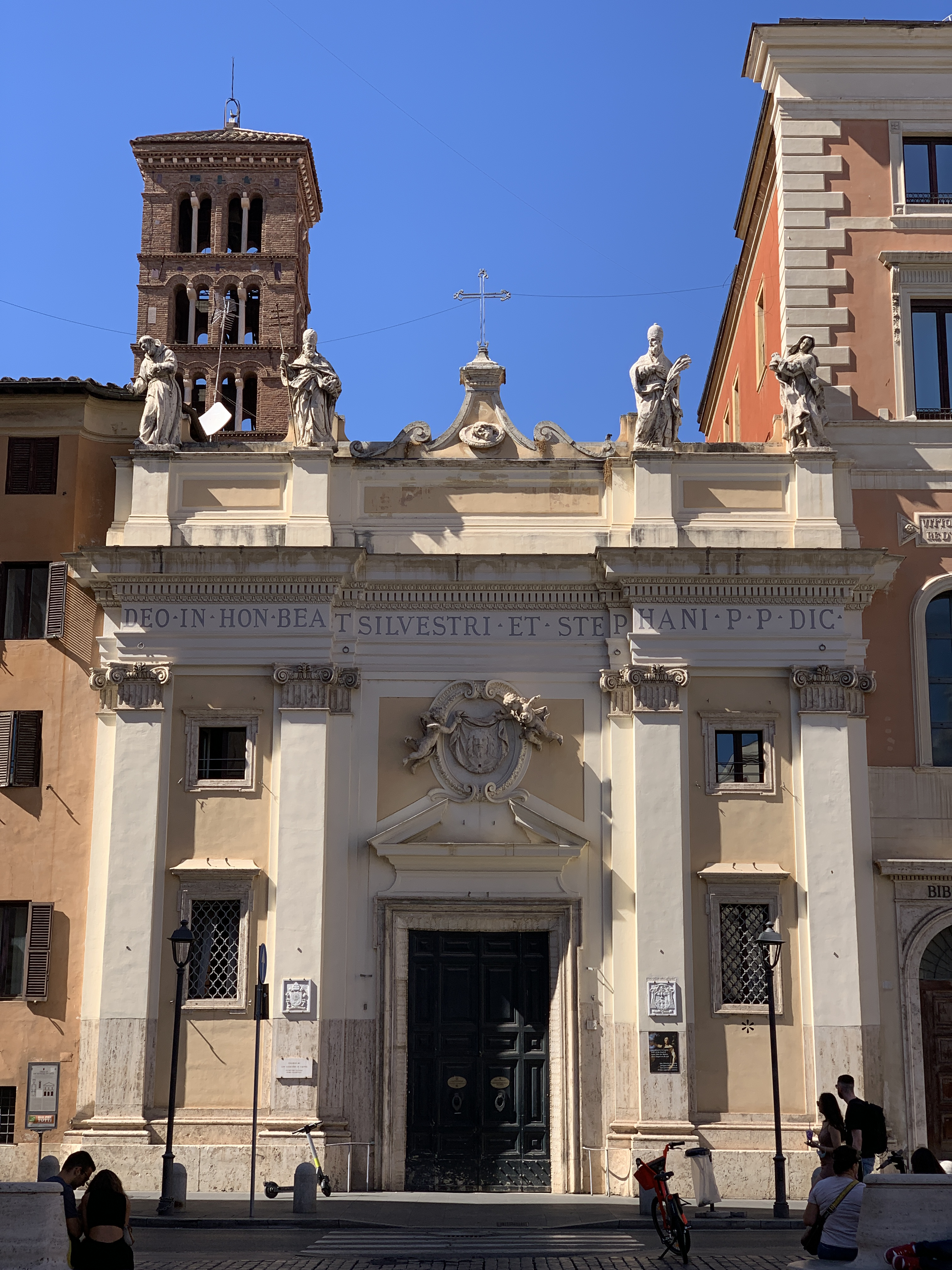
San Silvestro in Capite.